# Anton Doline
Anton Vladimirovitch Doline (en russe : Анто́н Влади́мирович До́лин), né Vorobiov le 23 janvier 1976 à Moscou (URSS), est un journaliste russe, critique de cinéma, animateur de radio, critique de film de l'émission télévisée Vetcherny Ourgant («Вечерний Ургант») sur la Première Chaîne entre 2012 et 2020, rédacteur en chef du magazine L'Art du cinéma («Искусство кино») de 2017 à 2022,. Doline s'oppose à la politique de Vladimir Poutine.

## Biographie
Doline est né en 1976 à Moscou. Ses parents, le physicien Vladimir Vorobiov et la chanteuse et poétesse Veronika Dolina, se séparent lorsqu'il a quinze ans. Son frère Oleg (1981) sera acteur et sa sœur Assia (1984), journaliste, collaborant pour Voice of America et demeurant aux États-Unis, après avoir travaillé pour Écho de Moscou. Anton Doline est diplômé en 1997 de la faculté de lettres de l'université d'État de Moscou et travaille d'abord comme enseignant de lettres russes. En 2000, il termine son « aspiranture » (préparation au doctorat ès lettres) à l'institut de littérature mondiale Gorki et rédige une thèse pour le diplôme de candidat en sciences philologiques sur le thème Histoire du conte soviétique, qu'il n'a finalement pas défendue,,.
De 1997 à 2003, il est correspondant et animateur à la radio Écho de Moscou (pour les émissions Livres et Un bon jour). De 2001 à 2005, il travaille pour Gazeta, en 2006-2007 pour le journal Nouvelles de Moscou («Московские новости»),.

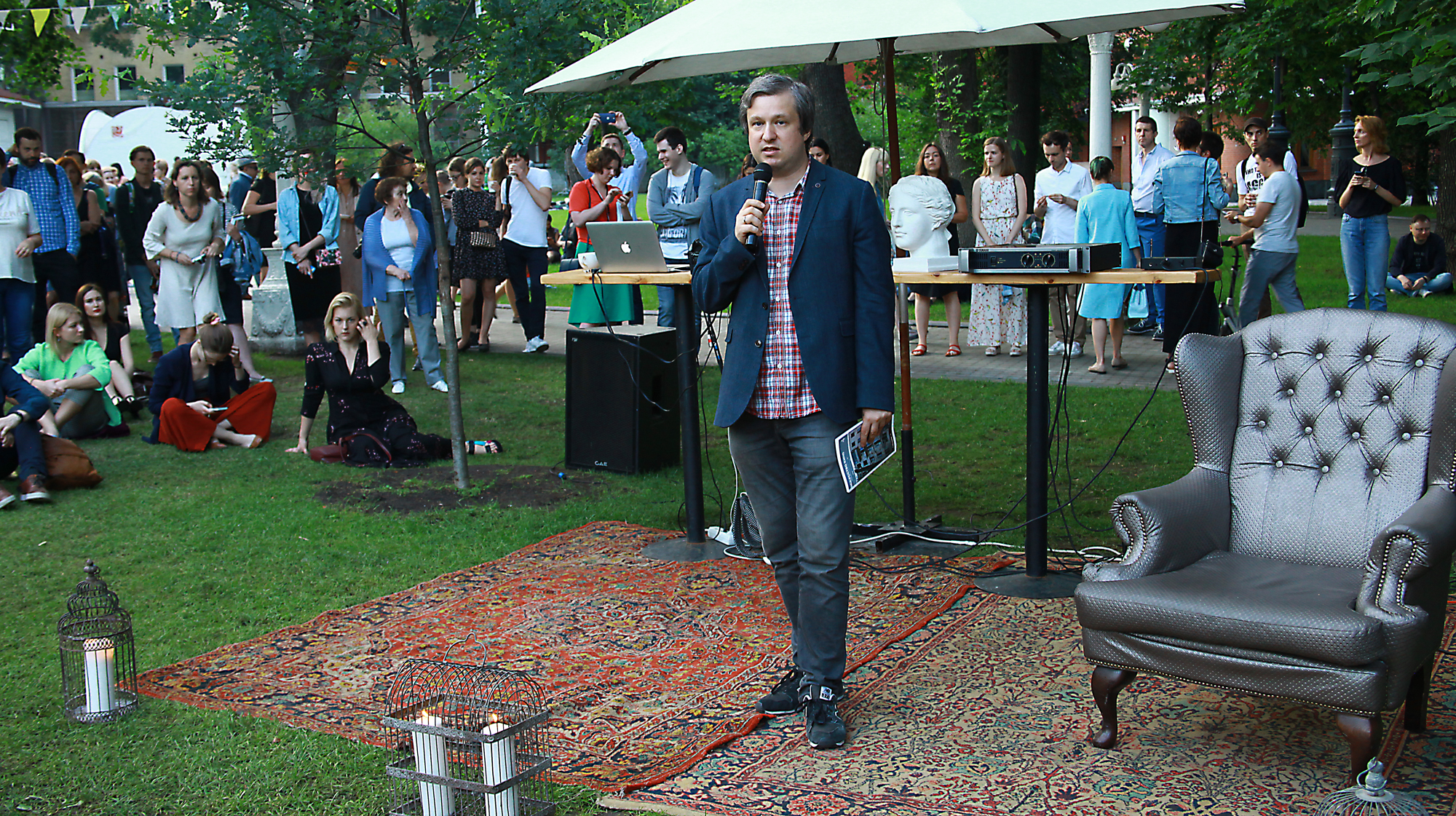
Anton Doline au lancement de la nouvelle formule du magazine L'Art du cinéma au jardin de l'Ermitage à Moscou, en 2017.

De 2007 à 2019 il travaille pour la radio Maïak (Le Phare): et de 2007 à 2010, il présente une émission quotidienne de trois heures (avec Toutta Larsen), et en 2010-2012, il anime la rubrique Les Nouveautés du cinéma avec Anton Doline dans l'émission quotidienne d'Anton Komolov et Olga Chelest, en 2012-2013, il présente avec Anastasia Drapeko une émission quotidienne de trois heures. En 2013-2019, il présente Recueil de mots et une émission sur le cinéma Polkino et il dirige le post-cast Le Compagnon du cinéphile avec Anton Doline. En 2013-2014, c'est l'un des animateurs phares de Top-10 films sur radio Maïak avec Evgueni Stakhovski et Véra Kouzmina.
Il écrit aussi des chroniques dans différents journaux ou sites comme Expert (2006-2013), The New Times (2008-2017), Vedomosti (2011-2014), OpenSpace.ru (2012-2013), Газета.ру (2012-2013), Affiche («Афиша») (2013-2017), Meduza (depuis 2017), etc..
Du 28 août 2010 au 4 avril 2019, il est critique de cinéma pour la radio Vesti FM,. Il passe ensuite à Pluie d'argent («Серебряный дождь», où du 12 juillet 2019 au 25 juin 2021 il dirige une émission de cinéma.
En août 2008, c'est l'un des participants de la série documentaire Gandins urbains sur la Première chaîne,. Du 25 avril 2012 au 29 juin 2020, il présente la rubrique cinématographique Allons au cinéma, Oxana dans le téléshow Vetcherny Ourgant («Вечерний Ургант») sur cette même chaîne. En septembre 2020, Doline est écarté de la Première chaîne (à son avis, cela est dû à sa critique négative du film L'Union du salut, écrite pour Meduza), et la rubrique cesse donc son activité.
Le 11 juin 2017, il est nommé rédacteur en chef du magazine L'Art du cinéma («Искусство кино»). À ce poste, du 20 avril au 1er décembre 2018, il est animateur de l'émission de cinéma du même nom, diffusée sur la chaîne de télévision TV-3.
Le 14 avril 2021, Meduza publie sur YouTube l'émission Radio Doline comportant plusieurs rubriques.
Au début du mois de mars 2022, après le début de l'invasion de l'Ukraine par la Russie, il déclare qu'il a quitté le pays, à la suite de quoi il est remplacé par Stanislav Dedinski en tant que nouveau rédacteur en chef.
Il est marié et père de deux fils, Mark (2002) et Arkadi (2010).

## Opinions

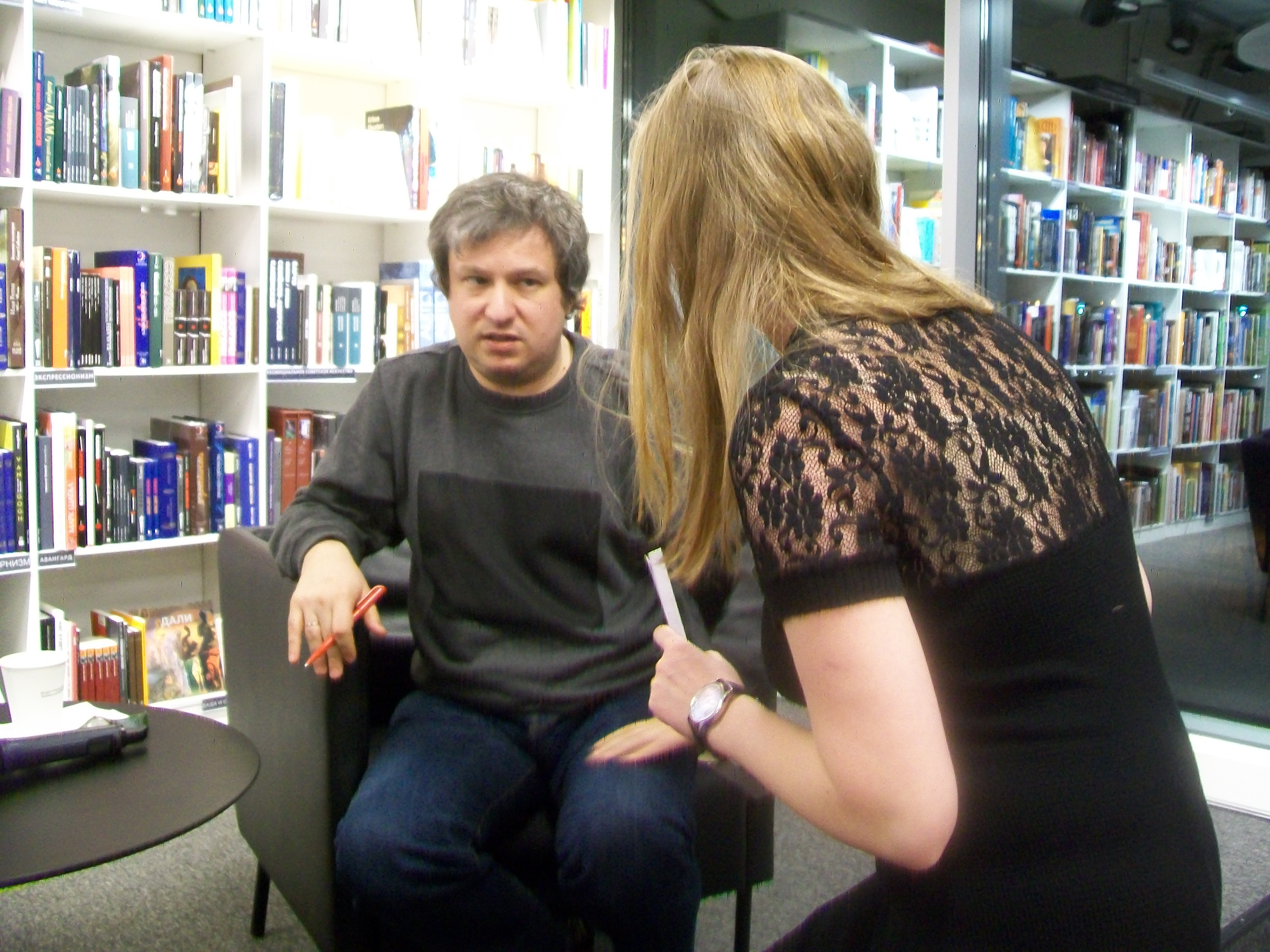
Doline, après sa conférence sur Jim Jarmusch à Ekaterinbourg en 2017.

Doline se considère comme libéral et a participé à des meetings demandant la libération d'Alexeï Navalny. Cependant, il y a eu une vive controverse entre Doline et Navalny à propos de la double nationalité (russe et britannique) du journaliste Sergueï Briliov et de son bien immobilier à Londres,,,.
En mars 2013, il enregistre deux vidéos contre l'homophobie dans lesquelles il s'oppose à la loi contre la propagande de l'homosexualité dans les écoles et auprès des mineurs.
Il signe en mars 2014 une lettre ouverte Nous sommes avec vous de l'Union des professionnels du cinéma (KinoSoyouz) en soutien à l'Ukraine et contre la politique russe s'immisçant dans les affaires politiques d'un pays voisin.
Anton Doline est membre du conseil du Congrès juif russe.
En septembre 2020, il signe une pétition en soutien des manifestations de protestation contre le pouvoir en Biélorussie.
Fin février 2022, Doline se prononce contre l'opération militaire spéciale en Ukraine, évaluant de manière critique le développement futur de la production et de la distribution de films russes. Quelques semaines plus tard, Doline quitte la Russie pour la Lettonie et s'installe à Riga où est installée la rédaction de Meduza. Il déclare: « Je ne peux pas respirer le même air où des gens vont au cinéma, pendant que l'on se tue en Ukraine. »

## Publications de Doline
- (ru) Уловка XXI: Очерки кино нового века, М., Ad Marginem, 2010,  (ISBN 978-5-91103-090-2)
- (ru) Герман: Интервью. Эссе. Сценарий, М., éd. Новое литературное обозрение, 2011,  (ISBN 978-5-86793-920-5)
- (ru) Lars von Trier: Travaux d'essai, 2e éd., Moscou, Новое литературное обозрение, 2015,  (ISBN 978-5-4448-0233-5)
- (ru) Roy Andersson: L'Éloge de la banalité, éd. Séance Сеанс, 2015,  (ISBN 978-5-9906802-0-3)
- (ru) Jim Jarmusch. Vers et musique, М., éd. Новое литературное обозрение, 2017,  (ISBN 978-5-4448-0625-8)
- (ru) Оттенки русского, éd. АСТ, 2017,  (ISBN 978-5-17-983246-1)